# PC-H98シリーズ
PC-H98シリーズは、日本電気 (NEC)が販売していたパーソナルコンピュータの製品群の名称である。
PC-9800シリーズの上位互換機種に位置づけられ、「エイチ98」もしくは「ハイパー98」と呼ばれる。

## 概要
1990年（平成2年）から1993年（平成5年）にかけてNECのパーソナルコンピュータのラインナップ上で最上位のフラグシップマシンであった。1120×750ドット(80桁31行)最大1677万7216色中256色表示のハイレゾモード、NESAバスなど独自の機能を持つ。また、ハイレゾモードおよびノーマルモード両方における拡張として、テキストの拡張アトリビュートの導入がある。BIOSについてもこの点の拡張が行われており、ハイレゾモードおよびノーマルモードで共通の拡張機能を用いることができる。
機能面から見ると、同時期のEISAバス対応PC/AT互換機や、MCA搭載のIBM PS/2などの動向に強く影響された機種であり、後のプラグアンドプレイ機能の萌芽とも言えるNESA-FO(NESA-Flexible Option)機能と呼ばれるリソース自動設定機能の実装や、32ビット汎用バスの実装、メモリ搭載上限の拡大、割り込み・DMA機能の強化などにその影響は顕著である。
もっとも、当時としては極めて多機能かつ高速であったが、その反面極端に高価であった点でもEISAマシンやMCAマシンと共通しており、それらと同様に市場での成功は限定的であった。
PC-H98シリーズはそのハードウェアの複雑さゆえに主にデスクトップ型マシンとして販売されたが、PC-H98Tという液晶ラップトップ型モデルが法人向けを中心に販売されたほか、サーバ機のSV-H98、産業用のFC-H98、それに業務用のOP-98/HシリーズなどPC-9800シリーズ外の派生シリーズに属する機種も複数提供された。
なお、PC-98XAから受け継がれたハイレゾモードは、本シリーズの終了以降はPC-9821 MATE Aシリーズ(PC-9821Axx)と、PC-9821A-E02と呼ばれる専用拡張ボードの組み合わせに引き継がれた。ただし、このボードによって提供されるハイレゾモードはPC-98RL相当であり、PC-H98シリーズでの拡張機能(E2GCやAGDC、NESAバス)を含まない。

## 機能・仕様
CPUは386DXから486DX2までの32ビット外部バス対応CPUが搭載されている。これらは原則的に各機種出荷時点でのPC-9801型番各機種よりも上位の仕様のものが選択されており、特に386DX搭載機種ではPC-9801型番各機種にないフロントサイドバス(FSB)33MHz駆動のモデルが提供され、これに合わせて1次キャッシュメモリ（非同期SRAM）64KBを標準搭載していたことが特筆される。
また、余裕のある電源、底面まで塗装が施された丁寧なつくりの筐体、特殊なコネクタなどに特徴がある。
「ノーマルモード」と「ハイレゾモード」を切り替えるスイッチがあり、「ノーマルモード」では多くのPC-9800シリーズ用ソフトウェアが動作する。
「ハイレゾモード」の下ではE2GCやAGDCと呼ばれる新コントローラの固有機能により、高解像度のグラフィックを高速に描画することが可能であり、CADユーザーなどに支持された。
拡張スロットには各スロットにEバスとCバスのコネクタが並んでおり、これをまとめてNESAバスと呼んだ。Cバスのコネクタは従来機と同様の位置にあり、その上に重なる形でEバスコネクタが配されている。そのため、Eバス用の拡張ボード先端は、基板とコネクタが ＿|￣ という形状をなしている。
こうした構造により、互換性は限定されているものの、Cバスボードも使用することができる。拡張ボードを装着したり、取り外した際には「リファレンスディスク」と呼ばれるFDによる再設定が必要になる。
NESAバス対応ボードのみを搭載した場合にはINT(IRQ)の割り込み方式をレベル割り込み方式に設定することでIRQの共有が（理論上は無制限に）可能となるが、Cバスボードを使用する場合には従来通りエッジ割り込み方式とせねばならず、この場合はIRQの共有は不可能である。
ただし、エッジ割り込み方式を選択し、かつリファレンスディスクにより各ボードが必要とする各種リソースを正しく登録した状態の下では、H98はノーマルモードのPC-9801シリーズ互換機として極めて正しい動作を行う。NESA-FOの下での設定・登録作業の煩雑さ故に、拡張ボードを拡張スロットに挿せばほぼそれだけでそれらのボードの機能を享受できるという状況に慣れきっていた一般ユーザーの大半には誤解されていたが、ソフトウェアの動作互換性という観点に立てば、むしろ後継のPC-9821シリーズよりも忠実なPC-9801/PC-98（ハイレゾモード）シリーズ互換機であるとさえ言える。
また、本シリーズを特徴づけるものの一つに、専用アナログRGBコネクタがある。当時ワークステーションで一般に用いられていた13W3と称するアナログRGBコネクタの影響下で開発されたと見られるこのコネクタは、別名を複合29ピンコネクタとも称し、RGBの映像信号を3本の超小型同軸コネクタと26ピンハーフピッチアンフェノールコネクタを1つのD-SUBタイプのコネクタの枠内に一体化した、特殊な構造を備えている。
このコネクタは単純にアナログRGB映像信号を伝達するだけではなく、ディスプレイからの電源オン指令信号による本体の起動や、ディスプレイへのキーボードの接続、それに本体内蔵スピーカーの音声出力をディスプレイ内蔵スピーカーから出力するための音声信号端子をサポートする、極めて多機能なものである。もっとも、上述した各機能はごく一部の長残光タイプ専用ディスプレイでのみサポートされており、通常のマルチスキャンディスプレイへ接続するためのPC-H98-U03などの信号変換アダプタやナナオP4Aのような変換ケーブルを使用する場合には、これらの拡張機能は一切使用できない。

## ラインナップ
| 機種名                | 出荷時期              | CPU          | メモリ      | 備考                                                                                    |
| --------------------- | --------------------- | ------------ | ----------- | --------------------------------------------------------------------------------------- |
| PC-H98 model 70       | 1990年（平成2年）1月  | 386DX 33MHz  | 1.5MB/5.5MB | 5インチFDDモデルのみ                                                                    |
| PC-H98 model 60/U60   | 1990年（平成2年）9月  | 386DX 25MHz  | 1.5MB/5.5MB |                                                                                         |
| PC-H98 model 100/U100 | 1990年（平成2年）9月  | 486DX 25MHz  | 7.5MB       |                                                                                         |
| PC-H98S model 8/U8    | 1991年（平成3年）5月  | 486SX 20MHz  | 1.6MB       | ノーマルモードのみ                                                                      |
| PC-H98 model 80/U80   | 1991年（平成3年）5月  | 486SX 16MHz  | 1.5MB/3.5MB | MS-Windows 3.0Aインストールモデルあり (model 80-040W,U80-040W)                          |
| PC-H98 model 90/U90   | 1991年（平成3年）5月  | 486SX 25MHz  | 1.5MB       |                                                                                         |
| PC-H98T model 1/2/2C  | 1992年（平成4年）11月 | 486SX 25MHz  | 1.5MB/3.5MB | ラップトップ型。 白黒液晶モデル(model 1/2)とカラー液晶モデル(model 2C)がある。          |
| PC-H98 model 105/U105 | 1992年（平成4年）12月 | 486DX2 66MHz | 7.5MB       | 本体前面にファイルスロット、鍵(セキュリティロックキー)を搭載。 SCSIインタフェース搭載。 |

- メモリ容量は下位構成と上位構成。(内蔵メモリとNESAバス用32Mbytesのメモリを併用することで128M越えが可能)
- PC-H98シリーズは可搬機であるPC-H98Tを含む全機種に5.25インチFDDないしは3.5インチFDDのいずれかを各2基、標準で搭載する。このうちデスクトップ型の3.5インチFDD搭載モデルにはモデル名の先頭に識別子として「U」が付く。ただし、初号機種であるmodel 70に限っては、3.5インチFDD搭載モデル(model U70)は提供されていない。これは、同機種がPC-9800シリーズのデスクトップ機で3.5インチFDD搭載モデルが5.25インチFDD搭載モデルと統合され、そのモデル名に「U」を付するルールが確立される以前の、5.25インチFDD搭載モデルが主流であった時期に発表された機種[9]であったためである。

## 兄弟機種
H98シリーズはパーソナルコンピュータの範疇を超えてFAコンピュータ・オフコン・サーバとしても発売された。SVシリーズのような専用設計の機種や、固有機能の互換性確保の必要から若干の相違があったN5200型番の各機種を除き、ベースとなった機種に搭載されていたマザーボードなどの部品をほぼそのまま流用している。
- FC-H98シリーズ
  - FC-H98 model 100 (486DX-25) 1990年12月 PC-H98 model 100相当
- OP-98/Hシリーズ
  - OP-98/X20H(N1411-07/08) (386DX-25) 1991年10月 PC-H98 model 60相当
  - OP-98/X30H(N1411-09) (386DX-33) 1991年10月 PC-H98 model 70相当
  - OP-98/X10H(N1411-10/11) (486SX-16) 1992年3月 PC-H98 model 80相当
  - OP-98/X20H(N1411-12) (486SX-25) 1992年8月 PC-H98 model 90相当
  - OP-98/X10LT(N1411-13/14/15) (486SX-25) 1993年2月 PC-H98T相当
- SV-H98シリーズ
  - SV-H98 model 30(SV-H98 model 31/32/33) (486DX-33) 1991年12月
  - SV-H98 model 40(SV-H98 model 41) (486DX2-66) 1992年12月
  - SV-H98 model 60(SV-H98 model 61) (486DX2-66) 1992年12月
  - SV-H98 model 50(SV-H98 model 50F) (Pentium 66MHz) 1993年5月
SV-H98 model 60は希望小売価格がPC-9800シリーズと同様のアーキテクチャを備えるマシンとしては史上最高額（590万円、消費税別）であった。また外形寸法も幅40cm、高さと奥行がそれぞれ70cmと、こちらもPC-9800シリーズおよびその派生マシン群の中で史上最大であった。
- N5200
  - N5200モデル50(N5250-01/02)
  - N5200モデル60(N5260-01)
  - N5200モデル70(N5270-03/04)
  - N5200モデル80(N5280-01)
  - N5200 model 98/80(N5280-02/03/04) PC-H98 model U80相当
  - N5200 model 98/90(N5280-05/06) PC-H98 model U90相当
  - N5200 model 98/T(N5280-07/08/09) PC-H98T相当
  - N5200 model 98/105(N5280-10/11) PC-H98 model U105相当

## 後継機種
- PC-9821Aシリーズ

## 周辺機器
PC-H98-B01 (ユニバーサルボード)NESAバス用ユニバーサル基板。NESA-FOチップ実装済。
PC-H98-B02 (増設RAMボード)NESAバス用2MB増設メモリ。ボード上にPC-9801-61(2MB)を1枚追加可能。
PC-H98-B03 (SCSIインタフェースボード)NESAバス用SCSIインタフェースボード。PC-9801-55相当の機能を搭載。いわゆるNECチェックも存在している。PC-H98 model s8/80/90内蔵用HDDユニットもB03と同等のSCSIインターフェースを内蔵している。これらはH98での拡張リソースを利用できる拡張モードと、55ボード相当の従来互換モードを持つ。
PC-H98-B04 (B4680インタフェースボードEC)NESAバス用10BASE-2/5インタフェースボード。PC-9867相当の機能。
PC-H98-B05 (高速回線アダプタ)PC-9801-59相当の機能。
PC-H98-B06 (860ボード)NESAバス用サブプロセッサボード。33MHz動作のintel i860、8MBのメモリを搭載。PC-H98側のPC-UX/Vから共有メモリを通じてデータのやりとりを行う。2スロット分の高さを占有。
PC-H98-B07 (通信アダプタ用増設メモリ)PC-H98-B04、PC-H98-B05、PC-H98-B09に搭載可能な512KBの通信バッファ用メモリ。
PC-H98-B08 (増設RAMボード)NESAバス用4MB増設メモリ。ボード上にPC-9801-61(2MB)を2枚追加可能。
PC-H98-B09 (B4680インタフェースボードET)NESAバス用10BASE-T/5インタフェースボード。PC-9868相当の機能。PC-H98-B04の10BASE-T版。
PC-H98-B10 (B4680インタフェースボードEC)NESAバス用10BASE-2/5インタフェースボード。PC-9801-77相当の機能。
PC-H98-B11 (B4680インタフェースボードET)NESAバス用10BASE-T/5インタフェースボード。PC-9801-78相当の機能。PC-H98-B10の10BASE-T版。
PC-H98-B12 (SCSIインタフェースボード)NESAバス用バスマスタ動作のSCSI-2インタフェースボード。NEC純正のPC-9800シリーズ用SCSIインターフェースボードでは初採用となるバスマスタ転送により、従来のPC-H98-B03比で約2.5倍の転送能力が実現された。PC-H98 model 105・U105には同等の機能が専用ボード形態で標準搭載されている。BIOS-ROM読み出しを高速化する工夫が施されており、特にDOSなどBIOSを用いるOS上で威力を発揮する。この手法はFIFO転送を採用するPC-9801-92、PC-9821A-E10でPC-9800シリーズにも採用された。NECチェックそのものは従来のCCS（Common Command Set：共通コマンドセット）非互換のコマンドセットを実装するNEC製ハードディスクとの互換性確保の観点から引き続き採用されたが、チェックに引っ掛った際に起動しないようにするのではなく、新しく制定されたCHSパラメータを適用したうえで利用できるように改められた。またCSS準拠の標準的な仕様のSCSIハードディスクの接続が可能となった、NEC純正品としては最初のPC-9800シリーズ用SCSIインタフェースである。なお、既存機器との互換性維持のためにノーマルモード動作時のPC-9801-55互換を含むPC-H98-B03互換モードもサポートする。
PC-H98-B13 (ビデオボード)
PC-H98-B14 (増設RAMサブボード(4MB))PC-H98 model 105/U105,PC-H98T,SV-H98 model 60用。72ピンSIMMの形状をしているが、特殊な仕様となっており一般的なJEDEC仕様のものとは互換性がない。
PC-H98-E01 (数値データプロセッサ)PC-H98 model 70用。Intel 80387 33MHz。
PC-H98-E02 (256色ボード)256色表示に対応するための512KB VRAMボード。PC-H98 model 70/60/100、PC-H98S model 8に対応。以降の機種では不要。
PC-H98-E03 (数値データプロセッサ)PC-H98 model 60/U60用。Intel 80387 25MHz。
PC-H98-E04 (数値データプロセッサ)PC-H98 model 80/U80/90/U90用。Intel 487SX 25MHz。
PC-H98-S01 (NESA-FOチップ)サードパーティ向けに外販されたNESA-FOチップ。90個単位での提供。
PC-H98-U01 (バスマウス)9ピンD-SUBコネクタ付であった従来のバスマウス（2ボタン）を7ピンミニDINコネクタ付に変更し、マウス本体底面のカウント数切り替えスイッチを省略したモデル。
PC-H98-U02 (I/O拡張ユニット)NESAバス対応I/O拡張ボックス。拡張スロット4スロットの増設が可能となる。
PC-H98-U03 (マルチシンクアダプタ)PC-H98本体のディスプレイ出力を汎用的なマルチスキャンディスプレイに接続するためのアダプタ。ディスプレイ信号の相互変換機能を搭載しており、逆にPC-H98専用ディスプレイへPC-H98シリーズ以外のPC-9800シリーズ本体のディスプレイ出力を接続・表示させることも可能となっている。
SV-H98-B01 (プリンタ増設ボード)NESAバス用プリンタポート増設ボード。プリンタコネクタを2つ持つ。
SV-H98/50F-B01 (増設RAMボード(32MB))二枚一組の72ピン特殊SIMM。一枚あたり16MB。SV-H98 model 50F専用。

## 関連記事
- New Extend Standard Architecture(NESA)
- PC-9800シリーズ
- PC-9821シリーズ